# Dietrich von Gemmingen († 1482)
Dietrich von Gemmingen († 1482) war ein früher Vertreter der Freiherren von Gemmingen. Er war Vogt in Löwenstein, Ganerbe in Widdern und Burgherr auf Maienfels. Er gehörte einem kurzlebigen Seitenzweig der heute noch bestehenden Linien Steinegg bzw. Guttenberg innerhalb der Familie an.

## Leben

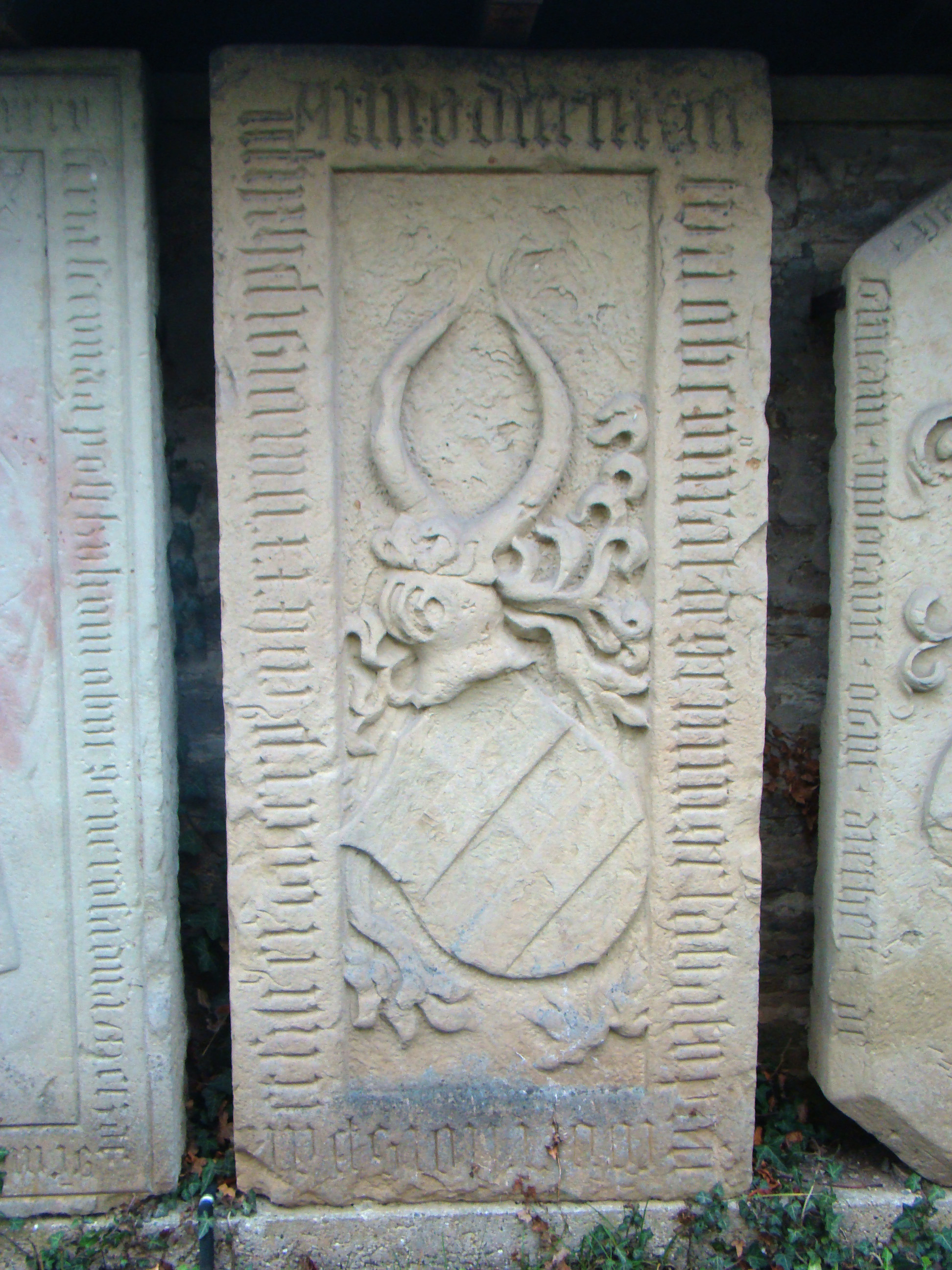
Grabplatte von Konrad von Gemmingen († 1463) und seinen Sohn Dieter (Dietrich)

Er war ein Sohn des Konrad von Gemmingen († 1463) und der Margaretha von Weingarten. Die Eltern besaßen ein Viertel der Ganerbschaft von Widdern, wo Dietrich noch zu deren Lebzeiten wohnte. 1455 empfing er die württembergischen Lehen des Vaters. 1457 war er Vogt in Löwenstein. 1464 erwarb er Burg Maienfels für 300 Gulden von Götz von Adelsheim, Lutze Schotten, Dieter von Weiler und Dieter von Erbach. Bei der Einnahme von Dürkheim und anderen Orten durch Pfalzgraf Friedrich war Dietrich unter den Hauptleuten des Hans von Cronberg. 1481 war er beim Turnier in Heidelberg. 1482 war er tot.
Er wurde wahrscheinlich im Grab des 1463 verstorbenen Vaters in Gemmingen beigesetzt, wo er auf der Grabplatte genannt wird. Die Grabplatte kam beim Neubau der Gemminger Kirche in den Garten des Gemminger Schlosses, wo sie bis heute erhalten ist.

## Familie
Dietrich war mit Margarethe von Sickingen († 1494) verheiratet.
Nachkommen:
- Margaretha († 1530) verh. mit Erker von Rothestein, in zweiter Ehe mit Stephan von Venningen
- Jonatha, Nonne in Hochheim